# Coleotrype baronii
Coleotrype baronii är en himmelsblomsväxtart som beskrevs av John Gilbert Baker. Coleotrype baronii ingår i släktet Coleotrype och familjen himmelsblomsväxter.
Artens utbredningsområde är Madagaskar. Inga underarter finns listade.